# Дивна справа (фільм, 1981)
«Дивна справа» (фр. Une étrange affaire) — французький фільм-драма 1981 року, поставлений режисером П'єром Граньє-Дефером. У лютому 1982 року фільм брав участь в основній конкурсній програмі 32-го Берлінського міжнародного кінофестивалю .

## Сюжет
Луї Колен (Жерар Ланвен) працює помічником начальника відділу реклами в одному з паризьких універмагів, справи якого йдуть не дуже добре. Коли в універмаг приїжджає новий начальник, Бернар Мале́р (Мішель Пікколі), Луї починає побоюватися, що його звільнять, проте несподівано Бернар пропонує Луї увійти до кола обраних. Для Луї це означає збільшення кількості робочих годин, ділові обіди і вечері в ресторанах і нічних клубах. Дружина Луї Ніна (Наталі Бей) категорично заперечує проти цього і навіть йде від Луї…

## У ролях
| Мішель Пікколі      | ···· | Бернар Малер                     |
| Жерар Ланвен        | ···· | Луї Колен                        |
| Наталі Бей          | ···· | Ніна Колен, дружина Луї          |
| Жан-П'єр Кальфон    | ···· | Франсуа Лангр                    |
| Жан-Франсуа Бальмер | ···· | Поль Белє                        |
| П'єр Майкл          | ···· | Жерар Дутр                       |
| Мадлен Шеміна       | ···· | Іветт, бабуся Луї                |
| Віктор Гаррів'є     | ···· | батько Ніни                      |
| Домінік Бланшар     | ···· | мати Луї                         |
| Андре Шамо          | ···· | літній співробітник              |
| Жак Буде            | ···· | керуючий персоналом              |
| Домінік Зарді       | ···· | Гур'ю, керівник судового процесу |

## Визнання
| Нагороди та номінації фільму «Дивна справа» | Нагороди та номінації фільму «Дивна справа» | Нагороди та номінації фільму «Дивна справа»     | Нагороди та номінації фільму «Дивна справа»         | Нагороди та номінації фільму «Дивна справа» | Нагороди та номінації фільму «Дивна справа» |
| Рік                                         | Кінофестиваль/кінопремія                    | Категорія/нагорода                              | Номінант                                            | Результат                                   | Результат                                   |
| ------------------------------------------- | ------------------------------------------- | ----------------------------------------------- | --------------------------------------------------- | ------------------------------------------- | ------------------------------------------- |
| 1981                                        | Приз Луї Деллюка                            | Найкращий фільм                                 | Дивна справа                                        | Перемога                                    |                                             |
| 1982                                        | 32-й Берлінський міжнародний кінофестиваль  | Золотий ведмідь                                 | Дивна справа                                        | Номінація                                   |                                             |
| 1982                                        | 32-й Берлінський міжнародний кінофестиваль  | Срібний ведмідь за найкращу чоловічу роль       | Мішель Пікколі                                      | Номінація                                   |                                             |
| 1982                                        | 32-й Берлінський міжнародний кінофестиваль  | Приз Отто Дібеліуса                             | П'єр Граньє-Дефер                                   | Перемога                                    |                                             |
| 1982                                        | 7-а церемонія премії «Сезар»                | Найкращий режисер                               | П'єр Граньє-Дефер                                   | Номінація                                   |                                             |
| 1982                                        | 7-а церемонія премії «Сезар»                | Найкращий оригінальний або адаптований сценарій | Жан-Марк Робертс, Кристофер Франк, П'р Граньє-Дефер | Номінація                                   |                                             |
| 1982                                        | 7-а церемонія премії «Сезар»                | Найкращий актор                                 | Мішель Пікколі                                      | Номінація                                   |                                             |
| 1982                                        | 7-а церемонія премії «Сезар»                | Найкращий актор другого плану                   | Жерар Ланвен                                        | Номінація                                   |                                             |
| 1982                                        | 7-а церемонія премії «Сезар»                | Найкраща акторка другого плану                  | Наталі Бей                                          | Перемога                                    |                                             |